# Дылгопол (община)
Дылгопол (болг. Община Дългопол) — община в Болгарии. Входит в состав Варненской области. Население составляет 14 885 человек (на 15 мая 2008 года).

## Состав общины
В состав общины входят следующие населённые пункты:
1. Арковна
2. Аспарухово
3. Боряна
4. Величково
5. Дылгопол
6. Камен-Дял
7. Комунари
8. Красимир
9. Лопушна
10. Медовец
11. Партизани
12. Поляците
13. Рояк
14. Сава
15. Сладка-Вода
16. Цонево